# 제주동중학교
제주동중학교(濟州東中學校)는 대한민국 제주특별자치도 제주시 화북일동에 있는 공립 중학교이다.

## 학교 연혁
- 1982년 11월 20일 : 제주동중학교 9학급 설립 인가
- 1983년 3월 1일 : 초대 교장 김창수 선생 취임
- 1983년 3월 5일 : 개교, 9학급 512명 입학(제주시 동화로 12-1)
- 1985년 3월 1일 : 특수 학급 1학급 인가
- 2011년 3월 1일 : 제주특별자치도교육청지정 영어교육 연구시범학교 운영
- 2013년 3월 1일 : 제주특별자치도교육청지정 인성교육실천 시범학교 운영
- 2018년 3월 1일 : 교육복지 중심학교 운영
- 2019년 3월 1일 : 디지털 교과서 선도학교, 환경교육 선도학교 운영
- 2020년 3월 1일 : STEAM(융합교육) 선도학교, 소프트웨어교육 선도학교, 수학나눔학교 운영
- 2024년 1월 9일 : 제39회 226명 졸업(졸업생 누계 14,615명)
- 2024년 3월 1일 : 학칙 변경 30학급 인가(특수학급2)
- 2024년 3월 1일 : 제주형 자율학교(다혼디배움학교) 운영 (8차년도)
- 2024년 9월 1일 : 제20대 교장 양성순 선생 취임

## 참고 자료
- 제주동중학교 - 한국교육학술정보원 학교알리미